# Aleksandr Klimenko
Aleksandr Klimenko (Kiev, República Socialista Soviética de Ucrania, Unión Soviética, 27 de marzo de 1970-7 de marzo de 2000) fue un atleta soviético, especializado en la prueba de lanzamiento de peso en la que llegó a ser medallista de bronce mundial en 1991.

## Carrera deportiva
En el Mundial de Tokio 1991 ganó la medalla de bronce en el lanzamiento de peso, llegando a los 20.34 metros, tras el suizo Werner Günthör (oro con 21.67 metros) y el noruego Lars Arvid Nilsen (plata con 20.75 metros).
Tres años después, en el Campeonato Europeo de Atletismo de 1994 ganó el oro, llegando hasta los 20.78 m, por delante de sus compatriotas Oleksandr Bagach y Roman Virastyuk.